# Сукарджа Сомадікарта
Сукарджа Сомадікарта (індонез. Soekarja Somadikarta; 21 квітня 1930, Бандунґ Західна Ява) — індонезійський орнітолог, "батько індонезійської орнітології", піонер систематичного спостереження за птахами в Індонезії.

## Біографія
У 1952 році Сомадікарта став лектором в Університеті Індонезія. Він брав активну участь в організації кампуса, викладав у кількох державних університетах. 29 травня 1959 року він отримав ступінь доктора природничих наук на факультеті математики і природничих наук у Вільному університеті Берліна в Західному Берліні. З 1978 по 1984 рік був деканом факультету математики і природничих наук в Університеті Індонезія. У 2000 році вийшов на пенсію в статусі почесного професора.
Сукарджа Сомадікарта є редактором деяких статей і журналів з біології, зокрема Indonesian National Encyclopedia, Tropical Biodiversity і The Trust for Oriental Ornithology. Деякі з його статей були опубліковані в міжнародних журналах, зокрема Catalogue des types d’oiseaux des collections du Museum d’Histoire Naturelle de Paris в журналі Zoosystem і The identity of Marquesan swiftlet Collocalia ocista Oberhoiser в журналі Bulletin of the British Ornithologists’ Club. Разом з колегами-дослідниками він написав трьохтомну працю про розмноження ластівок.
Сомадікарта науково описав новий вид птахів — тогіанську сову-голконога Ninox burhani, а також кілька підвидів серпокрильців, зокрема Aerodramus ocistus gilliardi, Collocalia linchi dedii і Collocalia linchi ripleyi.

## Вшанування
У 2010 році Сомадікарта  був обраний почесним президентом на Міжнародному орнітологічному конгресі в Кампус-ду-Жордау. У 2011 році він отримав премію Хабібі, названу на честь президента Індонезії Бухаруддина Юсуфа Хабібі, яка видається за досягнення в області фундаментальних наук.
На честь Сукарджи Сомадікарти був названий вид птахів Zosterops somadikartai.

## Праці
- Somadikarta, Soekarja (1967). A Recharacterization of Collocalia papuensis Rand, the Three-toed Swiftlet (PDF). Proceedings of the United States National Museum. Washington, D.C. 124: 1 — через Smithsonian Institution.
- Somadikarta, Soekarja (1968). The Giant Swiftlet, Collocalia gigas Hartert and Butler. The Auk. 85 (4): 549—559. doi:10.2307/4083365. JSTOR 4083365.